# وندیگو

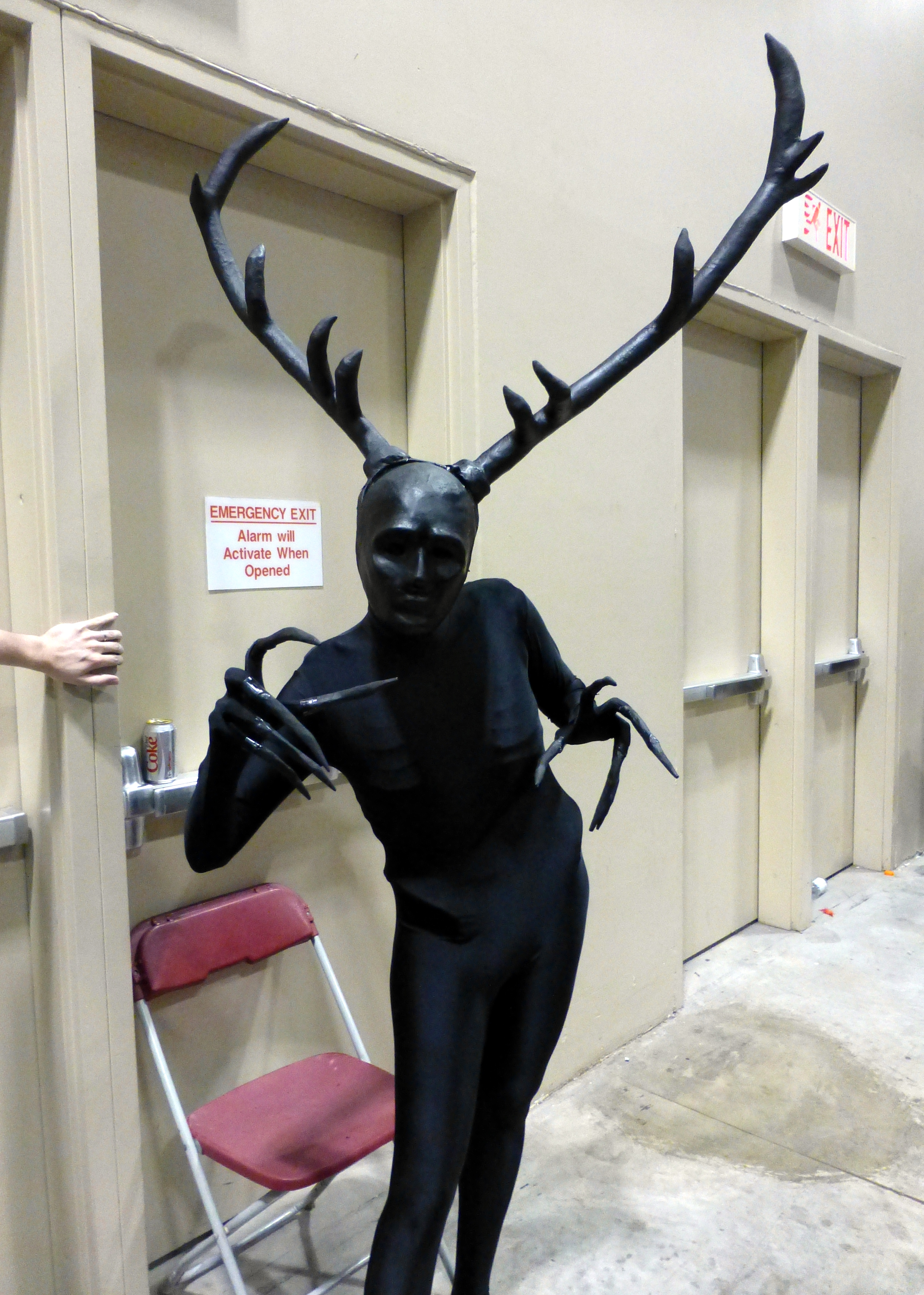
وندیگو یا ویندیگو

وندیگو یا ویندیگو موجودی دیومانند و ترسناک و تخیلی در افسانه‌های سرخ‌پوستان آمریکا شمالی به‌ویژه آلگانکوئین‌ها است که در شمال شرق ایالات متحده و شرق کانادا زندگی می‌کنند. داستان‌های مربوط به وندیگو برای نخستین بار در سال ۱۶۳۶ از طریق مبلغان یسوعی که به کبک کانادا رفته‌بودند به گوش مهاجران اروپایی‌تبار آمریکا رسید.
در این افسانه‌ها آمده که انسان‌هایی که آدم‌خواری کنند تبدیل به وندیگو می‌شوند. آدم‌خواری از پرهیزه‌های بسیار بزرگ در میان آلگانکوئین‌ها بود و مردم این قوم معتقد بودند که در فصل قحطی، خودکشی یا مردن از گرسنگی، بهتر است تا این‌که شخص به آدم‌خواری روی بیاورد.
وندیگو در این داستان‌ها به شکل آدم‌هایی هستند که از قبر درآمده‌اند اما نمرده‌اند. سرعت حرکت آن‌ها بالا است، سیری‌ناپذیرند و همیشه دهانی خونین دارند. وندیگو با خوردن هر قربانی رشد بیشتری می‌کند و به این خاطر برخی وندیگوها بدنی غول‌پیکر و چندین بار بزرگ‌تر از بدن انسان معمولی دارند. وندیگوها همواره به دنبال قربانی‌های تازه می‌گردند و چون همیشه گرسنه‌اند اگر کسی را برای خوردن پیدا نکنند قسمتی از بدن خود را می‌خورند.
در بعضی داستان‌های دیگر سرخ‌پوستان آمده که وندیگوها نیمه‌انسان و نیمه‌گوزن هستند و شاخ دارند. در داستان‌های دیگر گفته شده که آن‌ها توان تبدیل شدن که شکل‌های مختلف را داند و حتی به شکل ابر در می‌آیند. وندیگوها را تنها می‌توان با آتش کشت.
از افسانه وندیگو در فیلم‌ها و سریال‌های آمریکایی و بازیهای ویدیویی نیز استفاده شده و از آن‌جمله می‌شود به سریال هانیبال ، سوپرنچرال، سریال افسون‌شده و فیلم رنجر تنها و فیلم وندیگو و بازی ویدیویی آنتیل داون اشاره کرد. در کتاب‌های مصور مارول نیز گاه با وندیگو روبه‌رو می‌شویم.
در روان‌شناسی به حالتی که شخص تمایل درونی به خوردن گوشت انسان داشته باشد «روان‌پریشی وندیگو» نیز گفته شده‌است.